# Prefettura di Dabola
Dabola è una prefettura della Guinea nella regione di Faranah, con capoluogo Dabola.
La prefettura è divisa in 9 sottoprefetture, corrispondenti ai comuni:
- Arfamoussaya
- Banko
- Bissikrima
- Dabola
- Dogomet
- Kankama
- Kindoyé
- Konindou
- N'Déma

## Galleria d'immagini

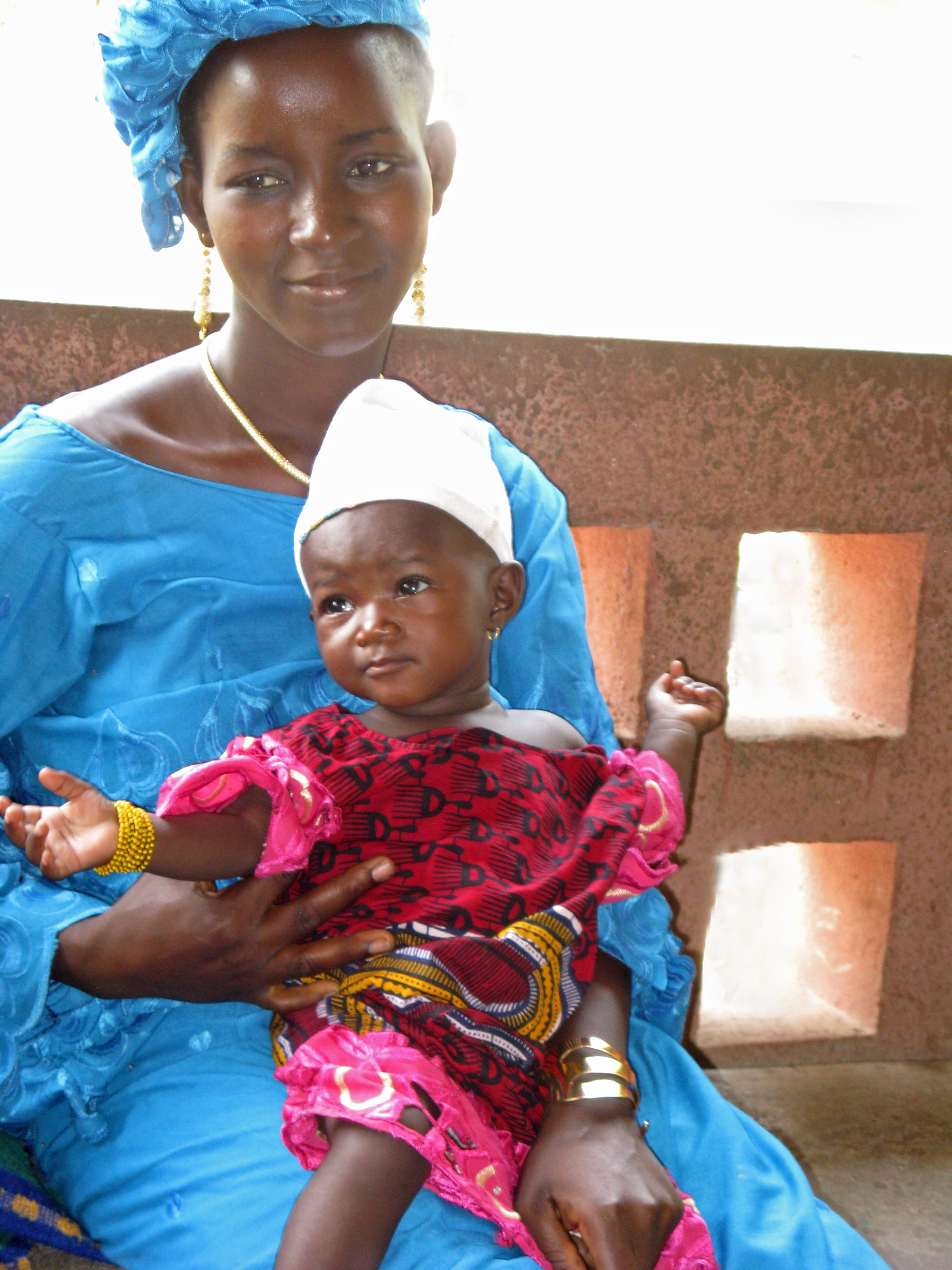
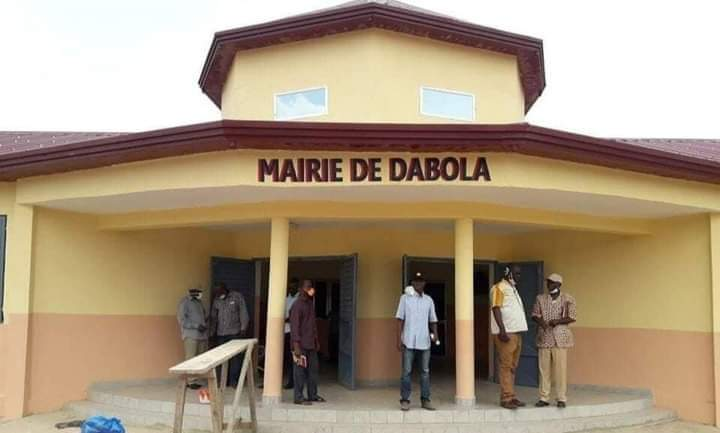
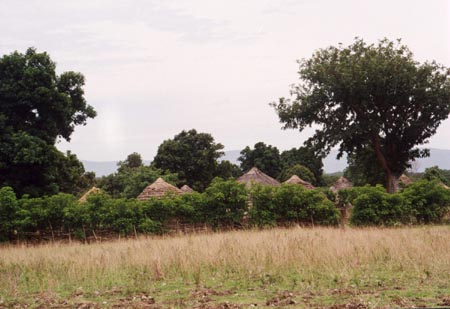
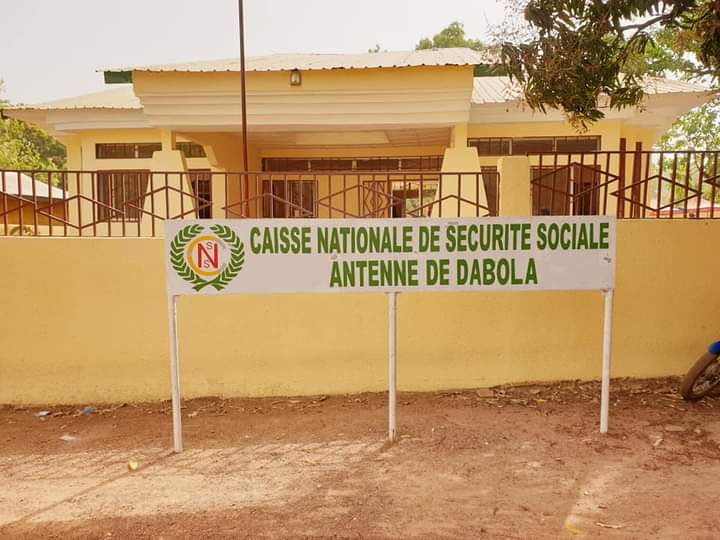